# Pseudicius manillaensis
Pseudicius manillaensis är en spindelart som beskrevs av Prószynski 1992. Pseudicius manillaensis ingår i släktet Pseudicius och familjen hoppspindlar. Inga underarter finns listade i Catalogue of Life.